# Toray Pan Pacific Open 2018
Toray Pan Pacific Open 2018 byl tenisový turnaj pořádaný jako součást ženského okruhu WTA Tour, který se hrál na krytých dvorcích s tvrdým povrchem Greenset v basketbalové aréně Tačikawa Tačihi. Dějiště bylo změněno v důsledku renovace stabilního místa konáni v Ariake Coliseum pro olympijský tenisový turnaj. Událost probíhala mezi 17. až 23. zářím 2018 v japonské Tačikawě jako třicátý pátý ročník turnaje.
Turnaj s rozpočtem 799 000 dolarů se v rámci okruhu řadil do kategorie WTA Premier. Nejvýše nasazenou hráčkou ve dvouhře se stala dánská světová dvojka a obhájkyně titulu Caroline Wozniacká, kterou po volném losu ve druhém kole  porazila Italka Camila Giorgiová. Jako poslední přímá účastnice do dvouhry nastoupila švýcarská 44. hráčka žebříčku Belinda Bencicová.
Jedenáctý singlový titul na okruhu WTA Tour vybojovala 26letá Češka Karolína Plíšková. Deblovou soutěž ovládl pár Japonek Miju Katová a Makoto Ninomijová, které získaly premiérovou společnou trofej.  Katová i Ninomijová vybojovaly druhý deblový titul na okruhu WTA Tour.

## Distribuce bodů a finančních odměn

### Distribuce bodů
| Soutěž  | vítězky | finalistky | semifinalistky | čtvrtfinalistky | 16 v kole | 32 v kole | Q  | Q2 | Q1 |
| ------- | ------- | ---------- | -------------- | --------------- | --------- | --------- | -- | -- | -- |
| dvouhra | 470     | 305        | 185            | 100             | 55        | 1         | 25 | 13 | 1  |
| čtyřhra | 470     | 305        | 185            | 100             | 1         | —         | —  | —  | —  |

### Finanční odměny
| Soutěž                               | vítězky  | finalistky | semifinalistky | čtvrtfinalistky | 16 v kole | 32 v kole | Q2     | Q1     |
| ------------------------------------ | -------- | ---------- | -------------- | --------------- | --------- | --------- | ------ | ------ |
| dvouhra                              | $137 125 | $76 063    | $39 080        | $21 010         | $11 265   | $7 150    | $3 447 | $1 750 |
| čtyřhra                              | $42 850  | $22 900    | $12 510        | $6 365          | $3 460    | —         | —      | —      |
| částka ve čtyřhře je uvedena na pár. |          |            |                |                 |           |           |        |        |

## Ženská dvouhra

### Nasazení
| Stát                         | Hráčka              | WTA | Nasazení |
| ---------------------------- | ------------------- | --- | -------- |
| Dánsko                       | Caroline Wozniacká  | 2.  | 1.       |
| Francie                      | Caroline Garciaová  | 4.  | 2.       |
| Japonsko                     | Naomi Ósakaová      | 7.  | 3.       |
| Česko                        | Karolína Plíšková   | 8.  | 4.       |
| USA                          | Sloane Stephensová  | 9.  | 5.       |
| Španělsko                    | Garbiñe Muguruzaová | 14. | 6.       |
| Austrálie                    | Ashleigh Bartyová   | 17. | 7.       |
| Česko                        | Barbora Strýcová    | 25. | 8.       |
| Žebříček WTA k 10. září 2018 |                     |     |          |

### Jiné formy účasti
Následující hráčky obdržely divokou kartu do hlavní soutěže:
- Viktoria Azarenková
- Kurumi Naraová
- Kristýna Plíšková
- Caroline Wozniacká

Následující hráčky si zajistily postup do hlavní soutěže v kvalifikaci:
- Eugenie Bouchardová
- Gabriela Dabrowská
- Zarina Dijasová
- Misaki Doiová
- Nao Hibinová
- Alison Riskeová

### Odhlášení
před zahájením turnaje
- Mihaela Buzărnescuová → nahradila ji  Aljaksandra Sasnovičová
- Angelique Kerberová → nahradila ji  Belinda Bencicová
- Madison Keysová → nahradila ji  Anett Kontaveitová
- Elise Mertensová → nahradila ji  Anastasija Pavljučenkovová
- Anastasija Sevastovová → nahradila ji  Camila Giorgiová
- Carla Suárezová Navarrová → nahradila ji  Donna Vekićová

### Skrečování
- Viktoria Azarenková

## Ženská čtyřhra

### Nasazení
| Stát                                                                     | Hráčka                    | Stát    | Hráčka                 | WTA | Nasazení |
| ------------------------------------------------------------------------ | ------------------------- | ------- | ---------------------- | --- | -------- |
| Česko                                                                    | Andrea Sestini Hlaváčková | Česko   | Barbora Strýcová       | 18. | 1.       |
| Kanada                                                                   | Gabriela Dabrowská        | Čína    | Sü I-fan               | 27. | 2.       |
| Čínská Tchaj-pej                                                         | Čan Chao-čching           | Čína    | Jang Čao-süan          | 48. | 3.       |
| USA                                                                      | Raquel Atawová            | Německo | Anna-Lena Grönefeldová | 59. | 4.       |
| Žebříček WTA k 10. září 2018; číslo je součtem umístění obou členek páru |                           |         |                        |     |          |

### Jiné formy účasti
Následující páry obdržely divokou kartu do hlavní soutěže:
- Erina Hajašiová /  Mojuka Učidžimová

## Přehled finále

### Ženská dvouhra
- Karolína Plíšková vs.  Naomi Ósakaová, 6–4, 6–4

### Ženská čtyřhra
- Miju Katová /  Makoto Ninomijová vs.  Andrea Sestini Hlaváčková /  Barbora Strýcová, 6–4, 6–4